# ليزر الإلكترون الحر

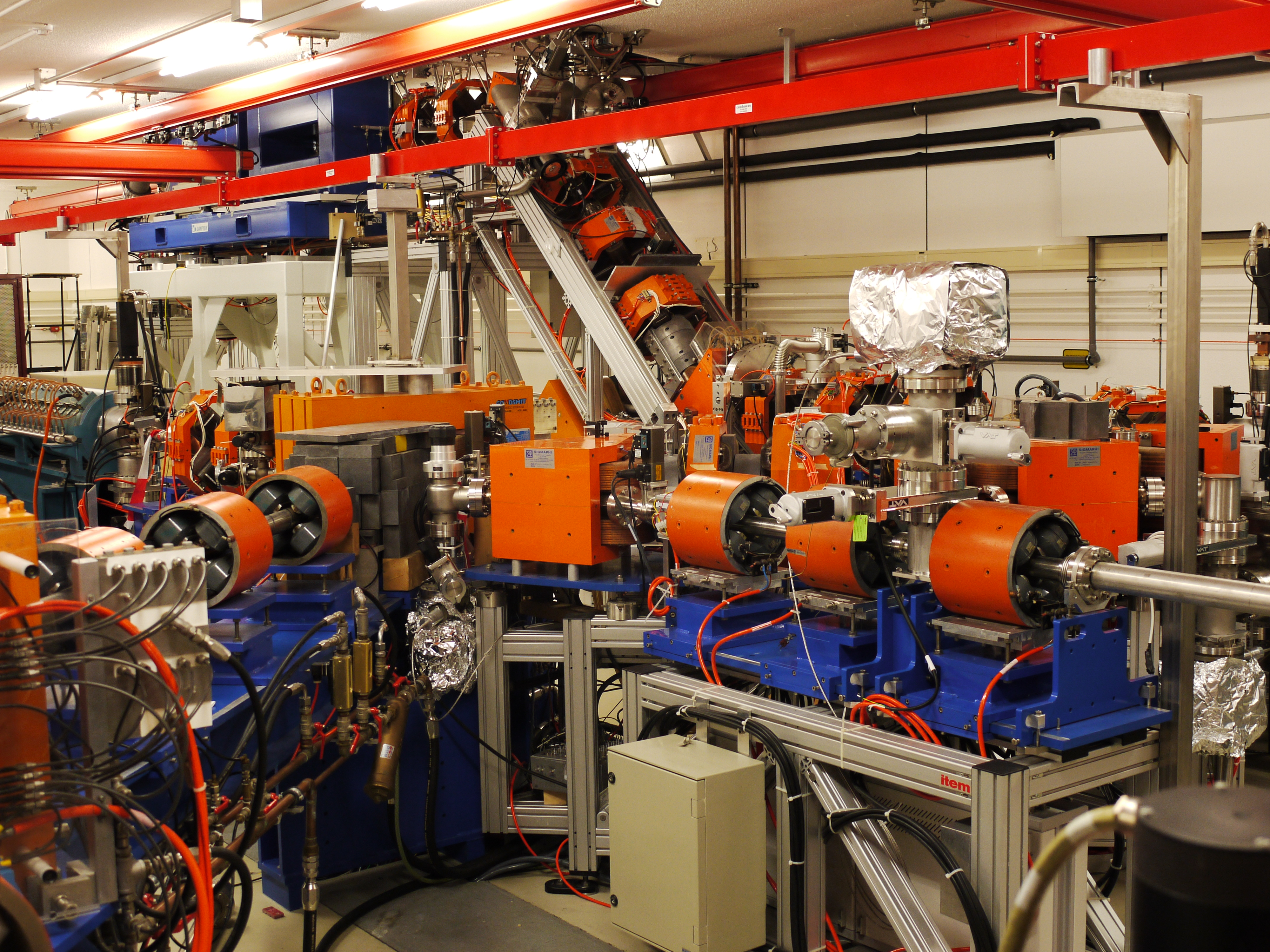

ليزر الإلكترون الحر يعتبر ليزر الإلكترون حُرِّ (بالإنجليزية: Free-electron laser)‏ الليزر الذي يَشتركُ في نفس الخصائص البصريةِ كأي ليزر تقليدي مثل إرسال شعاع يَشْملُ الإشعاعِ الكهرومغناطيسيِ المتماسكِ الذي يُمْكِنُ أَنْ يَصلَ إلى قوَّةَ عاليةَ، لكن يجب استخدام بَعْض مبادئِ التشغيل المختلفةِ لتَشكيل الشعاعِ. على خلاف الغازِ، السائل، أَو ليزر الحالة الصلبةِ مثل ليزرِ دايود، الذي تكون فيها الالكترونات مثارة في الحالةِ الذرّيةِ أَو الجزيئيةِ المقيدة، ويستخدم ليزر الإلكترون الحر شعاع إلكتروني نسبى كالوسط الذي يَتحرّكُ بحرية خلال تركيب مغناطيسي، ومن ثم مصطلح الإلكترون الحر. ّ يمتلك ليزر الإلكترون الحُرَّ مدى الترددِ الأوسعِ من أي نوع ليزر آخر، ويُمكنُ أَنْ يَكُونَ على نحو أكثر اتساعا ويَتراوحُ حالياً طوله الموجى مِنْ المايكروويف، خلال إشعاع التتراهيرتزِ والأشعة تحت الحمراءِ، إلى الطيفِ المرئيِ، وإلى الأشعة فوق البنفسجيِ، وإلى الأشعة السينيةِ.
لقد تم اختراع ليزر الإلكترون الحر مِن قِبل جون مادي في عام 1976 في جامعةِ ستانفورد. انطلق العملُ مِنْ بحثِ عملَ مِن قِبل (هانز موتز) الذي اقترحَ الترتيبَ المتمايلَ المغناطيسيَ الموجود في قلبِ ليزر الإلكترون الحُرِّ. استعمل (مادي) عديد من الأشعة إلكترونية متمايلة وبطول 5 أمتاراً لتَضْخيم إشارة. مباشرة بعد ذلك، مختبرات أخرى بالمعجّلاتِ بَدأتْ بتَطوير مثل هذا الليزر.
نظرًا لأن الطاقة الحركية الإلكترونية ومعلمات التموج يمكن تكييفها حسب الرغبة ، فإن ليزر الإلكترون الحر قابل للضبط ويمكن بناؤه لنطاق تردد أوسع من أي نوع آخر من الليزر ، [3] يتراوح حاليًا في الطول الموجي من الموجات الدقيقة ، من خلال إشعاع تيراهيرتز والأشعة تحت الحمراء ، إلى الطيف المرئي ، والأشعة فوق البنفسجية ، والأشعة السينية.
تمثيل تخطيطي لمموج في قلب ليزر الإلكترون الحر.
طور جون مادي أول ليزر إلكتروني حر في عام 1971 في جامعة ستانفورد [5] باستخدام التكنولوجيا التي طورها هانز موتز وزملاؤه ، الذين قاموا ببناء مموج في ستانفورد في عام 1953 ، [6] [7] باستخدام التكوين المغناطيسي المتذبذب. استخدم مادي شعاع إلكترون 43 ميغا إلكترون فولت  وتذبذب بطول 5 أمتار لتضخيم الإشارة.

## تشكيل الشعاع

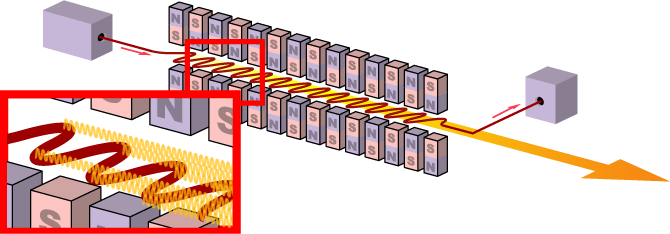
Schematic representation of an undulator, at the core of a free-electron laser.

رسم تخطيطي للعملية في ليزر الإلكترون حُرِّ
لتكوين ليزر الإلكترون الحر فان شعاع الالكترونات تزاد سرعته حتى تصل إلى سرعة الضوء تقريبا (تقنيا المعروفة بـــ السرعة النسبية). يمر الشعاع خلال ليزر الإلكترون الحر مُذَبذب على شكل دوري، ويقطع حقل مغناطيسي، وينتج من ترتيب مغناطيسات مع الأقطاب المتناوبة ضمن تجويف الليزر على طول طريق الشعاع كما يدعى هذا الصف من المغناطيسات أحيانا بــ «المتمايل» لأنه يجبر الالكترونات على اتخاذ شكل جيب الزاوية في طريقها. ينتج عن زيادة سرعة الالكترونات على طول الطريق في إطلاق الفوتون. منذ انبعاث حركةِ الإلكترون في المرحلةِ بحقلِ الضوءِ، اضيفُت الحقولَ سوية بشكل متماسك. منذ انبعاث حركةِ الإلكترون في المرحلةِ بحقلِ الضوءِ، اضيفُت الحقولَ سوية بشكل متماسك.بينما يسبب الإشعاع المتموج الإشعاع المستقل للالكترونات وعدم استقرار في شعاعِ الإلكترون يَنْتجُ مِنْ تفاعلاتِ تذبذباتِ الالكترونات في المتموجات والإشعاع الذي ينبعث يؤدى إلى تكوين حزم من الالكترونات التي توصل الإشعاع في المرحلة إلى بعضهم البعض. يمكن للطول الموجى للضوء المنبعث أن يُنغّمَ بسهولة بتعديل طاقةِ شعاعِ الإلكترون أَو قوّةَ الحقلِ المغناطيس للتمويجات.

## المعجلات
اليوم، يَتطلّبُ ليزرَ الإلكترون الحُرِّ استعمال معجّلِ إلكترون بحِمايته المرتبطةِ، كما عُجّلَ الإلكترونات خطر إشعاعِ. هذه المعجّلاتِ تُشغّلُ نموذجياً مِن قِبل (الكليسترونات)، التي تَتطلّبُ تجهيز فرق جهد عاليِ. عادة، شعاع الإلكترون يجب أنْ يُبقي في الفراغ الذي يَتطلّبُ استعمال المضخاتِ العديدةِ على طول طريقِ الشعاعَ. بينما هذه الأجهزةِ ضخمةُ وغالية، كما يُمْكِنُ لليزر الإلكترون الحُرِّ أَنْ يُنجزَ سلطاتَ بالغة الذروةَ وعاليةَ جداً، والأنواع المختلفة مِنْ ليزارات الالكترونات الحرة يَجْعلُهم مطلوبين جداً في عِدّة مجالات، تتضمن التشخيصِ الطبيِ والاختبار غيرِ التدميريِ.
الأشعة السينية في ليزر الالكترونات الحرة :
قلة المرايا المناسبةِ في فوق البنفسجيةِ الشديدة وأنظمةِ الأشعة السينيةِ يَمْنعانِ عمليةَ مُذَبذِبِ ليزر الإلكترون الحر ؛ ولذلك، لابدّ أن يكون هناك تكبير مناسب على طريق فردى مِنْ شعاعِ الإلكترون خلال تموج لجَعْل الليزر نافع. ويَستعملُ ليزرُ الأشعة الإلكترونية الحرة السينية تمويجات طويلة. المبدأ الأساسي للنبضاتِ الشديدة مِنْ ليزرِ الأشعة السينيةَ يَكْمنُ في مبدأِ الإشعاعِ المُضَخَّمِ الذاتيِ التلقائيِ (إس أي إس إي)، الذي يُؤدّي إلى حزم من الإلكترونات. بداية كُلّ الإلكترونات مُوَزَّعة بانتظام وهم يَبْعثونَ إشعاعَ تلقائيَ متفكّكَ فقط. خلال تفاعلِ هذا الإشعاعِ وتذبذباتِ الإلكترونات، يَنجرفونَ إلى حزم ضوئية مفصولة مِن قِبل نظير مسافةِ إلى طولِ موجة إشعاعِ واحد. خلال هذا التفاعلِ، كُلّ الإلكترونات تَبْدأُ ببَعْث إشعاعِ متماسكِ في هذا الطور. بكلمة أخرى، كُلّ الإشعاع المَبْعُوث يُمْكِنُ أَنْ يُعزّزَ نفسه بشكل مثالي حيث موجة تُتوّجُ ومنخفضات موجةِ تُركّبُ دائماً على أحدهما الآخر في أفضل طريقِ محتملِ. هذا يُؤدّي إلى زيادةِ طبيعية مِنْ قوَّةِ الإشعاعِ المَبْعُوثةِ، ويُؤدّي إلى كثافةِ الشعاعِ العاليةِ أمثلة لتشغيل الوسائلِ على مبدأِ (إس إي إس إي) ليزر الالكترونات الحرة يَتضمّنانِ:- 1- ليزرَ الإلكترون الحُرَّ في هامبورغ، 2- مصدر ضوء (ليناك) المتماسك (إل سي إل إي) في مختبرِ معجّلِ (إس إل أي سي) الوطني، 3- ليزر إلكترون الأشعة السينيةِ الحُرِّ الأوروبيِ، توجد مشكلة واحدة مَع ليزر الالكترونات الحرة (إس أي إس إي) هي قلةُ التماسكِ المؤقت بسبب مشاكل بداية العملية. لتَفادي هذا، يُمْكِنُ أَنْ يتم توزيع ليزر الالكترونات الحرة مَع ليزر آخر منغّمَ إلى رنينِ ليزر الالكترونات الحرة مثل هذه البذرةِ المتماسكةِ بشكل دنيوي يُمْكِنُ أَنْ تُنتَجَ بالوسائلِ الأكثرِ تقليدية، مثل بالجيلِ العاليِ المتناسقِ (إتش إتش جي) يَستعملُ نبضةَ ليزرِ بصريةِ. هذا يُؤدّي إلى التكبيرِ المتماسكِ مِنْ الإشارةِ الداخلة؛ في الواقع، جودة الليزرِ الناتجَ مُمَيَّزةُ بما داخله. بينما (إتش إتش جي) متوفرة في أطوالِ موجية أقل من الموجات فوق البنفسجيةِ المتطرّفةِ، كما يعتبر البَذْر حالياً لَيسَ عمليَ في أطوالِ موجة الأشعة السينيةِ بسبب قلةِ ليزرِ الأشعة السينيةِ التقليديِ.

## التطبيقات الطبية
بحث مِن قِبل الدّكتورِ جلين إدواردز والزملاءِ في مركزِ (إف إي إل) بجامعة فاندربيلت في عام 1994 وَجدوا تلك الأنسجةِ الناعمةِ مثل جلدِ، قرنية، ونسيج المخ يُمْكِنُ أَنْ يُقْطَعَ، أَو يُستأصلَ، باستعمالُ ليزر الإلكترون الحر ذات أطوالَ موجة حول 6.45 مايكرو متر بأقل ضرر ناتج للأنسجة المحيطة. هذا قادَ إلى أبحاث ذات مدى ابعد وفي النهاية جراحاتِ على البشرِ، في أول استعمال ليزر إلكترون حُرِّ.وكانت البداية في 1999، واستخدم الدكتور (مايكل كوبلياند) والدكتور (بيتر كونارد) تأسيس (كيك) بادخار غُرَفَ تشغيل ليزر الالكترونات الحرة في مركزِ (فاندربيلت إف إي إل) وقاموا بأداء ثلاث جراحات التي فيها استأصلوا أورام الورم السحائي الدماغية. بدأت الدّكتورةَ (كارين جوس) والدّكتورة (لويز ماون) في عام 2000 أداء خمس عملياتِ تَتضمّنُ قطع نافذة في غمدِ العصبِ البصريِ، لاختبار كفاءةِ تثقّيبِ غمدِ العصبِ البصريِ. هذه العملياتِ الثمانية أتت بما هو متوقّع بالنَتائِجِ ومتّسقة مع المعيارِ الروتينيِ للعنايةِ وبفائدة إضافية مِنْ جراحةِ الليزرِ والضرر الإضافي الأقل ما يمكنِ. أي مراجعة ليزر الإلكترون الحر للاستعمالات الطبيةِ تُسلّمُ الطبعةِ الأولى لتطبيقاتِ ليزرِ. منذ هذه النَتائِجِ الناجحةِ، كانت هناك عِدّة جُهود لبِناء الليزرِ السريريِ الصغيرِ (تيونابل - تنغيم) في مدى من الـ6 إلى 7 مايكرو متر بتركيبِ وطاقةِ النبضِة لإعْطاء اقل ما يمكن من الضرر الإضافي في النسيجِ الناعمِ. في الاجتماع السنوي عام 2006 للمجتمعِ الأمريكيِ للطبِّ وجراحةِ الليزرِ (أي إس إل إم إس)، ذَكرَ الدّكتور (روكس أندرسن) من مختبرِ (ويلمان) للتصوير الطبي بكليّة (هارفارد) الطبيّةِ ومستشفى (ماسوشوستس العام) على التطبيقِ الطبيِ المحتملِ لليزرِ الإلكترون الحُرَّ في ذَوَبان الدهونِ بدون إيذاء جلدِ الخَنْق. وقد وُصِف أنّ في الأطوال الموجية للأشعة تحت الحمراءِ، سُخّنَ بالليزرِ ماء في نسيجِ، لكن في الأطوالِ الموجية المطابقة 915, 1210 و1720 نانومتر، تُسَخن الأسطح الدهنية الثانوية بشكل تفاضلي بقوة أكثر مِنْ الماءِ. التطبيقات المحتملة لهذا التحليل الحراري الضوئي الانتقائي (تسخن الأنسجة باستخدام الضوء) يَتضمّنُ الدمارَ الانتقائي لدهون الغدد الجلدية لمُعَالَجَة حبِّ الشباب، بالإضافة إلى الاستهداف الآخرِ للدهون المرتبطة بدهون الجسم بالإضافة إلى اللوحاتِ السمينةِ التي تُشكّلُ في الشرايينِ والتي يُمْكِنُ أَنْ تُساعدَ على مُعَالَجَة تصلب الشرايين وأمراض القلب.

## التطبيقات العسكرية
تعتبر تقنية ليزر الإلكترون الحر (عند القوة البحرية الأمريكيةِ) كمرشّح جيد لسلاحِ طاقةِ مُوَجَّهِ ضدّ الصّواريخِ. التقدّم الهامُ في مستويات طاقة ليزر الإلكترون الحر تزايدت (اثبت (توماس جيفيرسن) أن معجّلِ ليزر الإلكترون الحر أكثر مِنْ 14 كيلو وات) ويَجِبُ أَنْ يَكُونَ من المحتملَ بِناء نوع متعدّدِ الميجاوات المضغوطَ من أسلحة ليزر الإلكترون الحر.وقد أعلن مكتب البحثِ البحريِ في 9 يونيو/حزيران 2009 بأنّ مَنحتْ (رايثيون) عقد لتَطوير 100 كيلو وات ليزر إلكترون حر تجريبي.

## اقرأ أيضا
- ليزر ديناميكي للغاز